# Otto Neurath
Otto Neurath (Bécs, 1882. december 10. – Oxford, 1945. december 22.) osztrák származású német közgazdász, filozófus és szociológus, az ún. bécsi kör tagja. Fő eredményeket a tudományfilozófia, episztemológia, szociológia statisztika területén ért el.

## Élete
Először Bécsben, majd Berlinben tanult matematikát, közgazdaságtant, történelmet és filozófiát. 1907-ben doktorált Berlinben. Közben az osztrák-magyar Hadügyminisztériumban is tevékeny volt, és 1917-ben Heidelbergben habilitált.
Az 1919-es Bajor Tanácsköztársaságban Kurt Eisner alatt a Gazdasági Központi Hivatal elnöke volt, emiatt másfél évre elítélték, amiből idő előtt Bécsbe toloncolták. Ott különböző szociális egyesületek alapításában és tevékenységében vett részt. Egy kiállítás vezetett a máig is létező Szociális és Gazdasági Múzeum megalapítására.
A nácizmus elől még 1934-ben a hollandiai Hágába emigrált, azonban a német támadáskor, 1940-ben Angliába kellett menekülnie, ahol 1945-ben Oxfordban halt meg.
Neurath volt a Bécsi kör „szervező motorja”. A kör baloldali szárnyához tartozott, pragmatista, sőt kifejezetten marxista és materialista nézeteket is vallott. A logikai pozitivizmuson belül ő a hangsúlyt az empirizmusra helyezte. Több figyelmet fordított a tudomány történelmi és szociológiai kérdéseire is, ezzel megelőlegezve a későbbi ilyen jellegű, ún. kuhni fordulatot a tudományfilozófiában. A formális, logikai szempontokat annyira nem tartotta fontosnak. Így például a tudomány egységes nyelve helyett egy univerzális szleng volt az elképzelése, a hierarchikus, redukcionista felépítés helyett egy mozaikos szerkezetben látta az egységet. A tudomány egységének céljából egy a felvilágosodás korabelihez hasonló Enciklopédia mozgalmat kezdett el, amely pár kötet kiadása után abbamaradt, részben érdeklődés, részben támogatás hiányában, és részben halála miatt. Érdekesség, hogy Thomas Kuhn híres műve, amelyet a logikai pozitivizmus kritikájának tartanak, ebben a sorozatban lett kiadva.
Gerd Arntz illusztrációjával Neurath kidolgozta az Isotype rendszert, amely egy korai szimbolikus képi rendszer számszerű adatok illusztrálására. Elsődleges célja szociális összefüggések ábrázolása volt írástudatlanok számára. Ez ma ugyan nem használatos, de erős hatása volt későbbi hasonló rendszerekre, mint például kartográfiai szimbolikák. Neurath Edward Tufte és Buckminster Fuller korai elődjének is mondható. Neurath számos más módon is részt vett a népnevelés különböző területein.

## Magyarul megjelent művei
- Protokolltételek. In: A Bécsi Kör filozófiája (Gondolat, 1972), ford. Fehér Márta
- A fizikalizmus szociológiája. In: A Bécsi Kör filozófiája (Gondolat, 1972), ford. Fehér Márta
- Descartes elveszett vándorai és a segédmotívum. A döntéshozatal pszichológiájáról. In: Holmi, XXIII (2011)/11, 1382–1391, ford. Veres Máté